# The Arts Desk
The Arts Desk – brytyjski portal dziennikarski o dziełach sztuki, zawierający recenzje, wywiady, wiadomości i różnego rodzaju treści związane z muzyką, teatrem, telewizją, filmami oraz wszelkimi innymi formami szeroko rozumianej sztuki.
W 2009 roku The Arts Desk został zaliczony przez dziennik The Independent do 25 najlepszych muzycznych stron internetowych, obok takich witryn, jak: All About Jazz, Classical Archives, eMusic, MixCloud, musicOMH, Pitchfork, Popjustice, Rock's Backpages, Songkick, Stereogum i The Quietus.
W 2012 roku wspólnie z The Economist wygrał nagrodę Online Media Award dla najlepszego specjalistycznego portalu dziennikarskiego.